# Canal (atelier d'architecture)
Pour les articles homonymes, voir Canal.
Canal est un atelier d'architecture.

## Canal, atelier d'architecture

### Présentation
Architecture, design et graphisme participent à la composition des projets de l'Atelier Canal.
Cette écriture personnelle s'exerce à travers des constructions ou des aménagements concernant les équipements publics, les espaces de travail, l'habitat ou le paysage urbain.
Quinze collaborateurs, diplômés en architecture, architecture d'intérieur ou design forment l'équipe régulière de l'atelier CANAL.
L'ensemble des missions de maîtrise d'œuvre est directement géré par l'agence. Des consultants extérieurs interviennent régulièrement sur les projets en cours.
Patrick Rubin est enseignant à l'École d'architecture de la ville et des territoires à Marne-la-Vallée.

### Historique
Créé en 1975, l'Atelier Canal est représenté par Daniel Rubin et Patrick Rubin, architectes.
Depuis 1996, la SARL Daniel Rubin, architecte et l'EURL Patrick Rubin, architecte, se sont distinguées dans leur mode d'exercice. Les moyens de productions ainsi que l'esprit des projets restent regroupés et signés Canal, atelier d'architecture, en distinguant les deux auteurs.
Canal a obtenu le prix de la première œuvre, décerné par le groupe Le Moniteur pour la construction de la médiathèque Jean-Pierre Melville dans le 13e arrondissement de Paris.

## Projets

### Projets de référence
- Construction de la médiathèque Jean-Pierre Melville dans le 13e arrondissement pour la ville de Paris
- Reconversion de l'Hôtel d'Avejan (XVIIIe siècle) pour le Centre National des Lettres
- Restructuration du Garage Béranger pour le journal Libération
- Reconstruction du siège de la Direction des Musées de France, rue des Pyramides, Paris, 1er arrondissement
- Extension de l'IRCAM au Centre Georges Pompidou
- Réalisation de la maison du livre et de l'affiche dans d'anciens silos à grains, à Chaumont (Haute-Marne)[1]
- Construction de 200 logements pour étudiants à Annecy
- Aménagement du siège du Club Med à la Villette
- Réhabilitation lourde d'un immeuble de bureaux pour la banque Paribas, rue Louis Legrand, Paris, 1er
- Rénovation du théâtre de Strasbourg

### Projets récemment livrés
- Nouveau concept des magasins Lacoste, 600 boutiques dans le monde
- Aménagement des espaces publics (accueil, librairie, kiosque, cafétéria, restaurant du personnel, attentes médicales...) de l'hôpital Saint-Joseph, Saint-Luc à Lyon
- Réaménagement des nouveaux espaces d'accueil des visiteurs du  Château de Chambord (billetterie, boutique, librairie, service...)
- Construction de la médiathèque de Fontenay-aux-Roses
- Amélioration des conditions générales de sécurité du Musée d'art moderne de la ville de Paris
- Médiathèque F.Mitterrand - les Capucins à Brest

### Projets en cours
- Médiathèque Intercommunale à Dimension Régionale de Pau
- Reconversion de l'ancien hôpital Saint-Lazare à Paris et particulièrement du carré historique, pour l'installation de plusieurs équipements publics : crèche, centre social, chapelle culturelle, jardin, cloître... médiathèque dans un second temps
- Réhabilitation de l'ancienne chocolaterie Poulain à Blois, pour l'installation de l'École Nationale Supérieure de la Nature et du Paysage.

## Nokotes et références
1. ↑  Site officiel des Silos, maison du livre et de l'affiche